# Emil Causé
Pour les articles homonymes, voir Cause (homonymie).
Émile Pierre Causé dit Emil Causé, né le 22 mars 1867 à Porrentruy (Jura bernois) et mort le 7 janvier 1937 à Paris (13e arrondissement), est un artiste franco-suisse, à la fois décorateur, dessinateur, affichiste, poète et conteur, marqué par le style art nouveau.

## Biographie

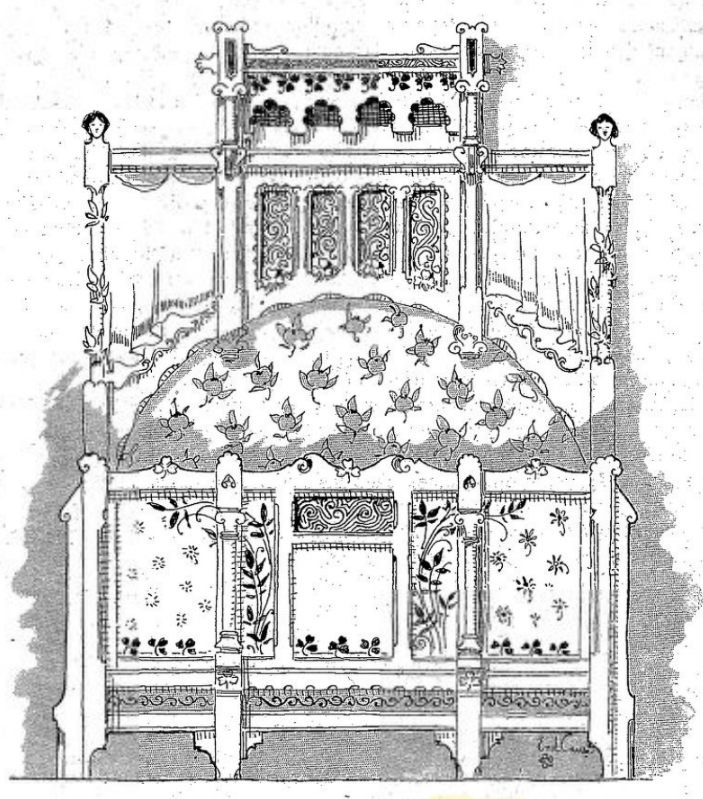
Croquis de lit pour enfant (1894).

Affiche pour le salon des Cent (1898).

Né en Suisse mais de parents français, fils d'Ernest Causé et Rosine Eschumann, Émile Causé — qui signait ses travaux « Emil Causé » — effectue son service militaire en France. Dessinateur, il devient un artiste pluriel qui semble avoir été surtout actif entre 1890 et 1902, à Paris, dans des domaines à la fois liés aux arts décoratifs et à la littérature.
Causé est élève à l'École nationale des arts décoratifs, avec entre autres comme professeur l'architecte Antoine de La Rocque : ses travaux sont publiés dans L'Art pour tous : encyclopédie de l'art industriel et décoratif en 1891-1892.
Il collabore entre 1890 et 1902 au St Nicolas, revue pour enfants éditée par Charles Delagrave, éditeur pour lequel il réalise quelques albums illustrés. Pour cette revue, il écrit également de nombreux contes.
Il collabore à La Revue des arts décoratifs (1893-1899) pour Victor Champier, dont il fait la couverture et des vignettes (1897). On retrouve également son nom dans le Musée des familles (1894).
Dans Le Livre & l'image (fin 1894), John Grand-Carteret signale qu'il sera l'auteur de la nouvelle couverture de la revue La Plume à partir de janvier 1896 : après celle d'Eugène Grasset, et avant celle d'Alfons Mucha, il est possible que le projet de Causé n'ait été finalement pas adopté. Néanmoins, pour La Plume, il fournit quelques vignettes, des textes, et exécute l'affiche du salon des Cent de janvier 1898.
En 1896 il est mentionné comme poète chansonnier, coutumier du Procope, au Quartier Latin, et hantant les cabarets du boul'Mich.
En 1897, il est présent durant l'exposition internationale de Bruxelles, à la section française des arts décoratifs.
En 1898, il est l'un des décorateurs choisis pour figurer dans le premier volume des Documents d'atelier, art décoratif moderne réunis par Victor Champier à la Librairie de l'Art ancien et moderne.
En 1916, il demeure au 47 de la rue du Chevaleret à Paris.

## Œuvre

### Conservation
Une importante collection de documents graphiques — une centaine dont des croquis de mobilier — signés Emil Causé est conservée au musée d'Orsay.

### Ouvrages illustrés
- L'Imagier aux églantines, Paris, Charles Delagrave, 1891.
- Émile Blémont, Mariage pour rire, comédie en une acte et en vers, Paris, Bibliothèque artistique et littéraire de La Plume, 1898.
- Charles Perrault, La Belle au bois dormant, Paris, Charles Delagrave, 1899.
- Otto Friedrichs, La Question Louis XVII, portrait d'en tête, Paris, Société anonyme La Plume, 1900.
- Édouard Chanal, Les Merveilleuses Épreuves du paladin Huon de Bordeaux, adaptation de l'Obéron de Wieland à la clientèle écolière et familiale, Paris, Delagrave, 1900.
- Album Mariani. Figures Contemporaines, fleurons et vignettes, Henri Floury, vol. de 1904.